# The Fields of Athenry
The Fields of Athenry je irska ljudska balada umeščena v čas velike irske lakote in govori o izmišljenem človeku, očetu in možu iz Athenrya v County Galwayu, Michaelu. Ta je za preživetje svoje družine kradel žito, pri čemer so ga ujeli in poslali v Botany Bay v Avstraliji.
Pesem je v 70-ih letih napisal Pete St. John, prvič pa jo je, leta 1979, posnel Danny Doyle. Najuspešnejšo verzijo je uspelo posneti Paddy Reillyu, saj se je na irski glasbeni lestvici obdržala 72 tednov.